# Cytra
Cytra (z gr. kitara, z lac. Cithara) – instrument muzyczny z grupy chordofonów szarpanych. Współczesna odmiana cytry pochodzi z terenów Niemiec i Austrii. Jej nazwa wskazuje na pokrewieństwo ze starogrecką kitarą, podobnie jak nazwa gitara.

## Budowa
Instrument o płaskim pudle rezonansowym często w formie trapezu, z co najmniej kilkunastoma (od 12 do 50) strunami strojonymi diatonicznie. Niekiedy obok strun pojedynczych ma kilka grup strun akordowych. Dźwięki stroi się przekręcając kołki za pomocą specjalnego klucza, podobnie jak fortepian, cymbały czy harfę.

## Rodzaje cytr
Rozróżnia się 3 podstawowe rodzaje cytr:
- Cytra koncertowa – ma gryf podobnym do gitarowego, z 5 strunami A-A-E-G-C służącymi do grania melodii oraz 12 strun basowych przeznaczonych do grania wypełnienia, akompaniamentu. Struny melodyczne szarpie się przy pomocy plektronu prawym kciukiem, basowe – pozostałymi palcami prawej ręki. Struny melodyczne skracane są podobnie jak w gitarze palcami lewej ręki, według progów. Podczas gry instrument leży płasko przed muzykiem.
- Cytra alpejska – odmiana cytry koncertowej, wyróżnia się większą liczbą strun basowych dochodzących do 27, większym pudłem rezonansowym, często wzmocnionym dodatkowym elementem dla zrównoważenia naciągu większej liczby strun.Moodswinger, cytra elektryczna, 2006, Yuri Landman

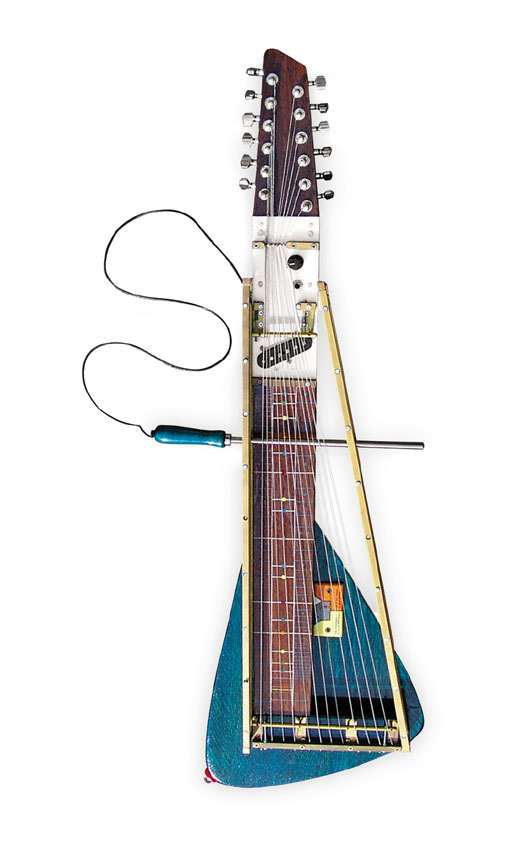
Moodswinger, cytra elektryczna, 2006, Yuri Landman

- Cytra akordowa lub gitarowa -  o większych rozmiarach od koncertowej, nie ma progów.

Akordy (C-dur, F-dur, G-dur, D-dur, A-dur, E-dur) gra się lewą ręką szarpiąc struny nałożonym na kciuk pierścieniem. Prawa ręka gra plektronem melodię na strunach melodycznych. Podczas gry instrument trzymany jest w sposób podobny jak w grze na harfie lub podobnie jak cytra koncertowa leży przed muzykiem – na kolanach lub na stole.
- Autoharp – cytra klawiszowa, popularna w USA w muzyce country i folk.Autoharp

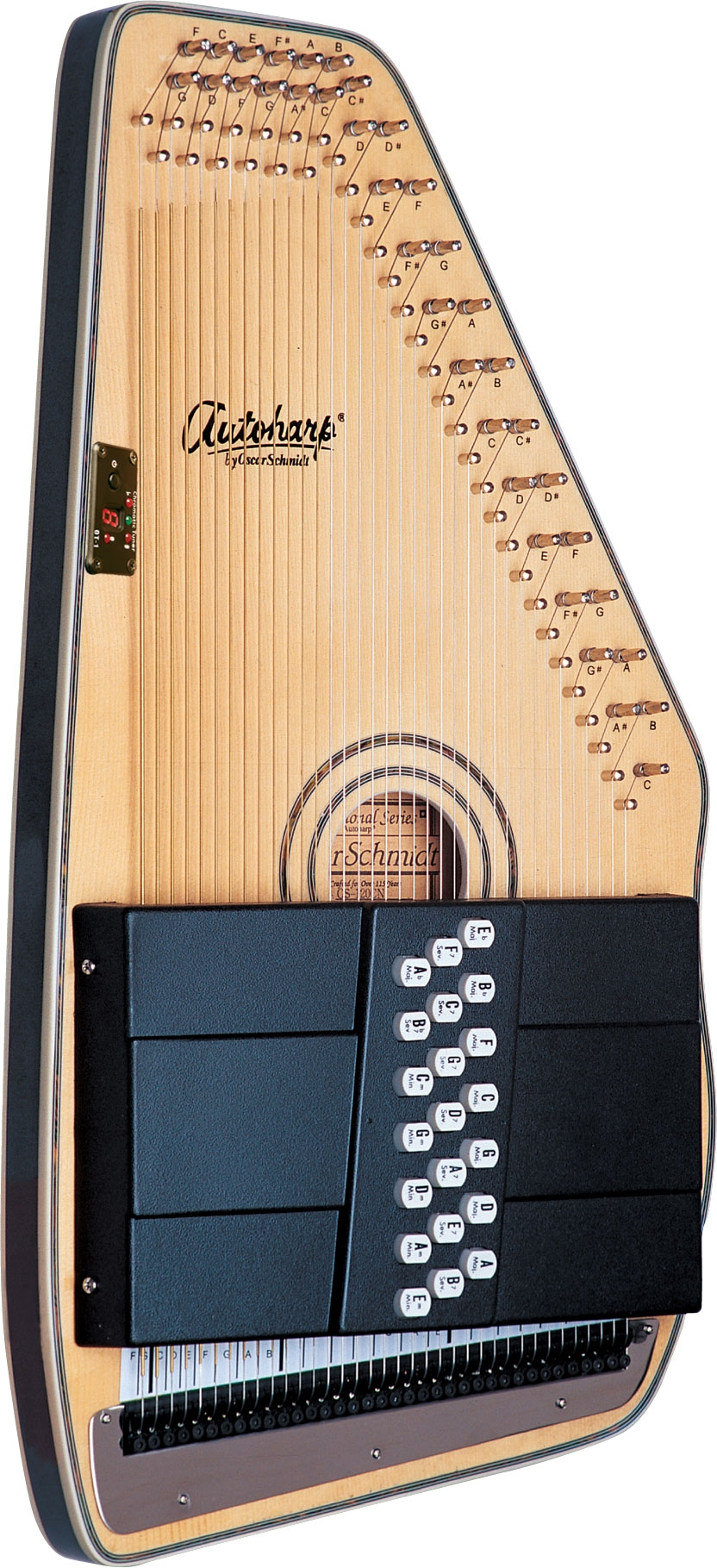
Autoharp

## Budowa
Cytra akordowa jest zbudowana z dwóch części:
- części wiolinowej – prawej
- części akordów – lewej

Część wiolinowa zawiera dźwięki poukładane kolejno co pół tonu – chromatycznie. Niektóre nie mają wszystkich półtonów, te umożliwiają grę w tonacji C-dur, D-dur, G-dur i A-dur i Cis-dur. Niektóre cytry mają podwójne struny przypadające na jeden dźwięk.
Druga część zawiera kilka akordów składających się z jednej struny basowej oraz 3 lub 6 strun z kolejnymi dźwiękami tworzącymi akord. Akordy te – kolejno: C-dur, G-dur, F-dur, D-dur, A-dur, E-dur występują tylko w 6-akordowej cytrze. Cytra 3-akordowa ma odpowiednio C-dur, G-dur i F-dur. 5-akordowa ma C-dur, G-dur, F-dur, D-dur i A-dur.
Prostsze cytry (zwane po niemiecku Kinderzither) nie zawierają strony z akordami.
Liczba strun w cytrze akordowej zależy od jej typu i waha się od 21–25 (cytry bez akordów) poprzez 41 (5-akordowa, 5 akordów po 4 struny i 21 strun wiolinowych) aż po 92 (6 akordów po 7 strun i 2*25 strun wiolinowych).